# Чанак (станция)
Чанак (Шанак, каз. Шанақ) — станция в Казыгуртском районе Туркестанской области Казахстана. Входит в состав Шанакского сельского округа. Код КАТО — 514055400.

## Население
В 1999 году население станции составляло 214 человек (110 мужчин и 104 женщины). По данным переписи 2009 года, в населённом пункте проживало 158 человек (84 мужчины и 74 женщины).